# CASMU

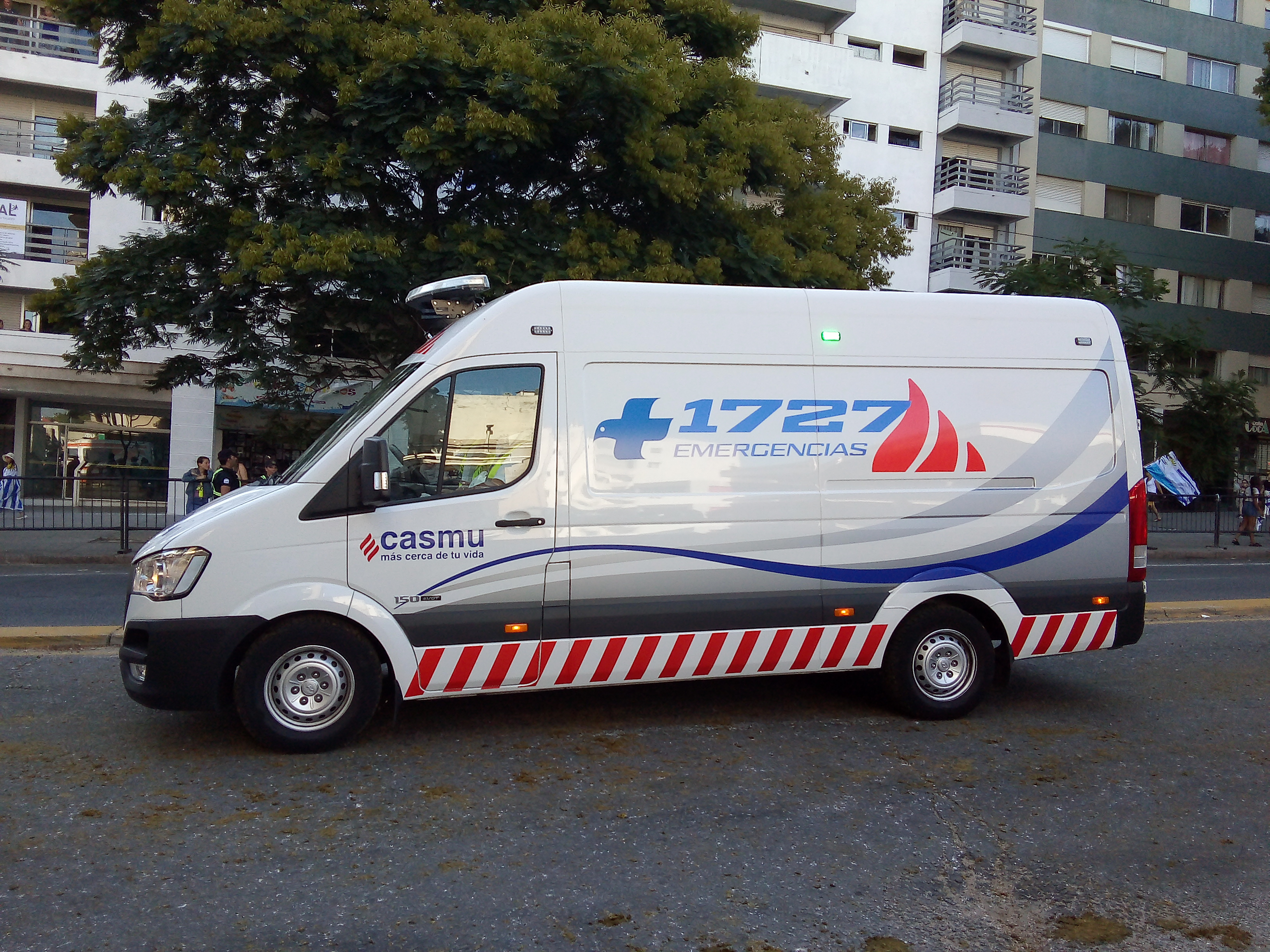
Servicio de urgencias, 1727.

El Centro Asistencial del Sindicato Médico del Uruguay, más conocido como CASMU IAMPP  es una empresa uruguaya que brinda servicios de salud a sus socios a través del mutualismo. Es una de las mutualistas más grandes del Uruguay con más de 3000 profesionales Médicos y más de 3000 empleados no médicos. Su masa social se concentra principalmente en la capital del país.

## Historia
En 1934 el doctor Carlos María Fosalba, junto con  grupo de médicos y estudiantes de medicina, afiliados al Sindicato Médico del Uruguay, se plantea la necesidad de crear un centro asistencial para los integrantes del sindicato. Este hecho se concretaría en la primera reunión del comité ejecutivo del sindicato, el 16 de marzo de 1934.En la cual  se nombra una comisión encargada de estudiar y la planificar la administración, el financiamiento  y los servicios médicos que la futura institución brindaría a sus afiliados. 
El 15 de agosto de 1934 cómo primera etapa del proyecto se conforma el servicio de urgencias, en épocas donde los servicios de urgencia en el país, eran escasos. El solo anuncio de la creación del servicio de urgencia como fuente laboral y el proyecto de creación de un centro asistencial fomenta el incremento rápido de afiliados al sindicato médico el cual pasa de 337 afiliados a 500 en 1935.
Para la creación de este centro hospitalario es importante destacar las dos vertientes que predominaron para su creación.
Una de ellas fue el desarrollo y maduración de una corriente de pensamiento gremial médico - estudiantil en Uruguay, que desde sus orígenes demostró una particular vocación hacia lo social. La cual tendría cierta importancia en la concepción del centro de asistencia, en la orientación de su desarrollo y en su inserción social. La otra vertiente, fue el surgimiento del mutualismo en el Uruguay del siglo XIX impulsadas por inmigrantes y otros grupos sociales, en las que progresivamente fueron adquiriendo importancia los aspectos vinculados a la asistencia sanitaria.
Finalmente el 1.º de julio de 1935 fue creado el centro asistencial de todos los miembros afiliados al Sindicato Médico del Uruguay.En 1954 es inaugurado su primer sanatorio, en el Cordón y en 1956 su segundo sanatorio, en La Blanqueada.  

### Actualidad
En el año 2009 tras varias asambleas del sindicato médico se concreta la separación del sindicato con el centro asistencial, quien deja de estar a cargo de la institución, debiendo conformarse una nueva sociedad para gestionar el mismo. Ese mismo año es creada la Asistencia médica privada de profesionales sin fines de lucro la cual asume la gestión y administración del centro asistencial, el cual siguió utilizando su nombre de creación.En 2019 se concretó la centralización de sus sanatorios en un mismo edificio, sobre la Avenida 8 Octubre, en La Blanqueada.  

## Sanatorios
Cuenta con dos sanatorios nombrados en honor y en memoria de profesionales médicos que trabajaron en la institución.

### Sanatorio Doctor Carlos María Fosalba
Fue el primer edificio sanatorial de la institución, construido en 1954 y denominado como el Palacio Sindical, se encontraba ubicado en el barrio el Cordón, sobre las calles Colonia y Arenal Grande. Por su importancia arquitectónica e histórica el edificio fue considerado y declarado como Monumento histórico nacional. 
En 2019 se decidió que sus instalaciones fueran trasladadas hacia un nuevo edificio anexado al Sanatorio Castells y al Policlínico Central bajo la denominación de Torre I. El antiguo sanatorio, quedó en manos del sindicato médico y fue instalado un centro médico. 

### Sanatorio Doctor Constancio Castells y Policlínico Central

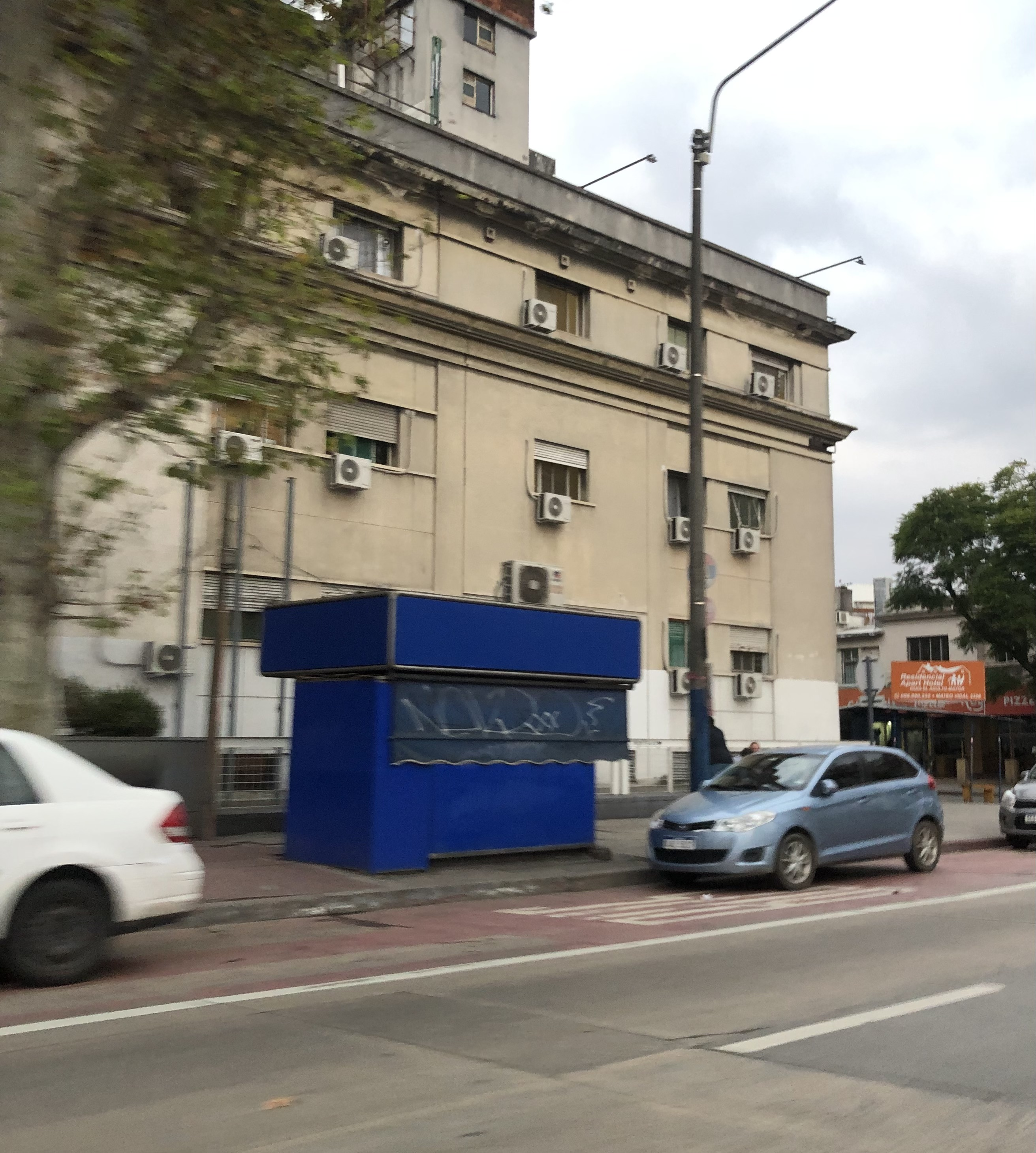
Sanatorio Castells sector original construido en 1956

Fue construido en el año 1956, en el barrio de La Blanqueada sobre la Avenida 8 de Octubre y Agustín Abreu. Entre los años ochenta y noventa se concretó una reforma del sanatorio, en la cual sus accesos principales fueron anexados al policlínico central, construido durante las reformas y sobre la misma intersección.

### Sanatorio Doctor Pablo Carlevaro
Fue adquirido en 1958, ubicado entre los barrios La Blanqueada y La Comercial, sobre  Avenida General Garibaldi y Juan Ramón Gómez. Desde su apertura este sanatorio se especializó en obstetricia y maternidad.

## Centros médicos
Cuenta con una amplia red de centros médicos en distintas zonas del departamento de Montevideo, el área metropolitana conformada por Canelones y San José, y el departamento de Maldonado.

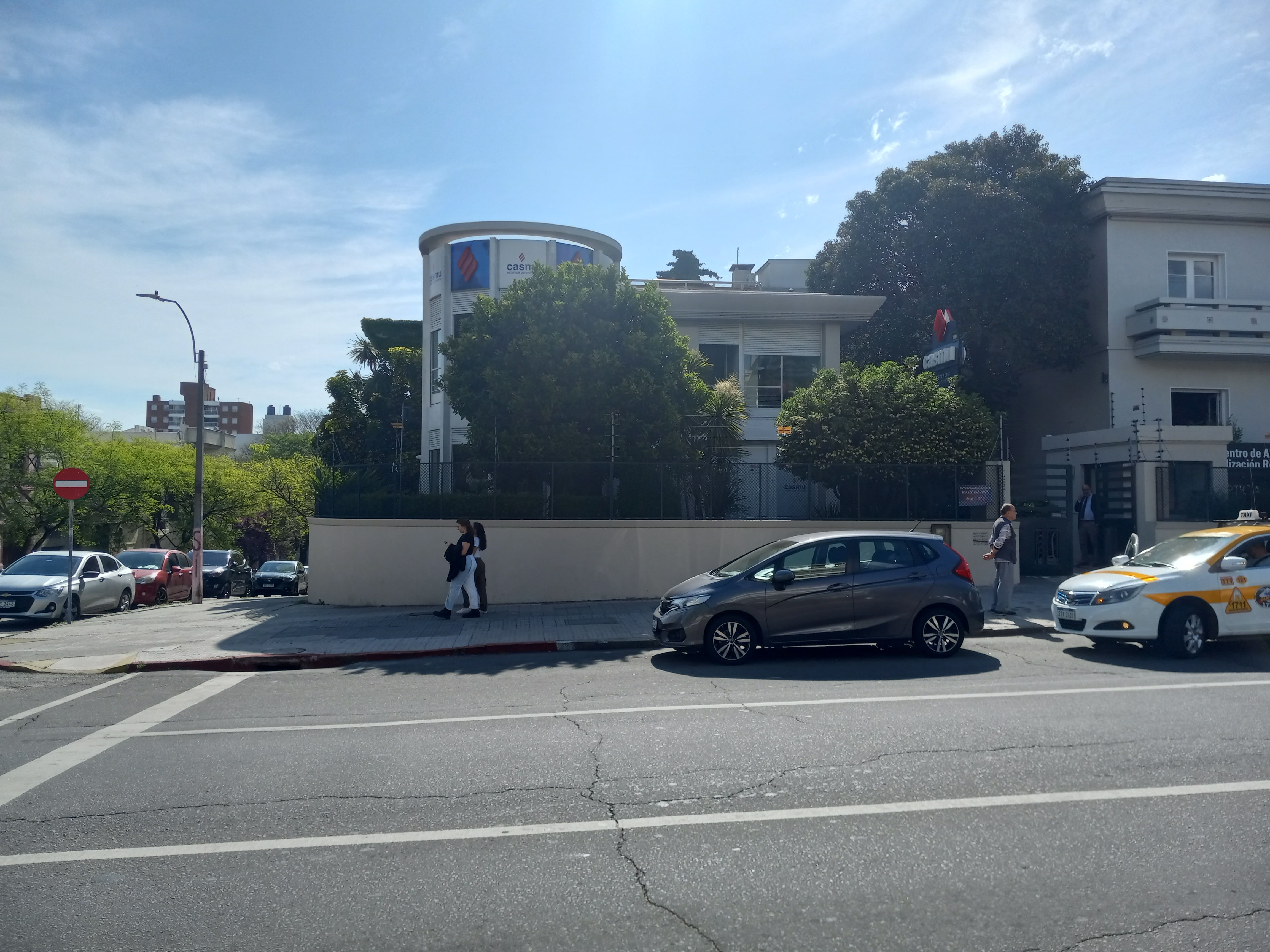
Centro médico en el Parque Rodó.

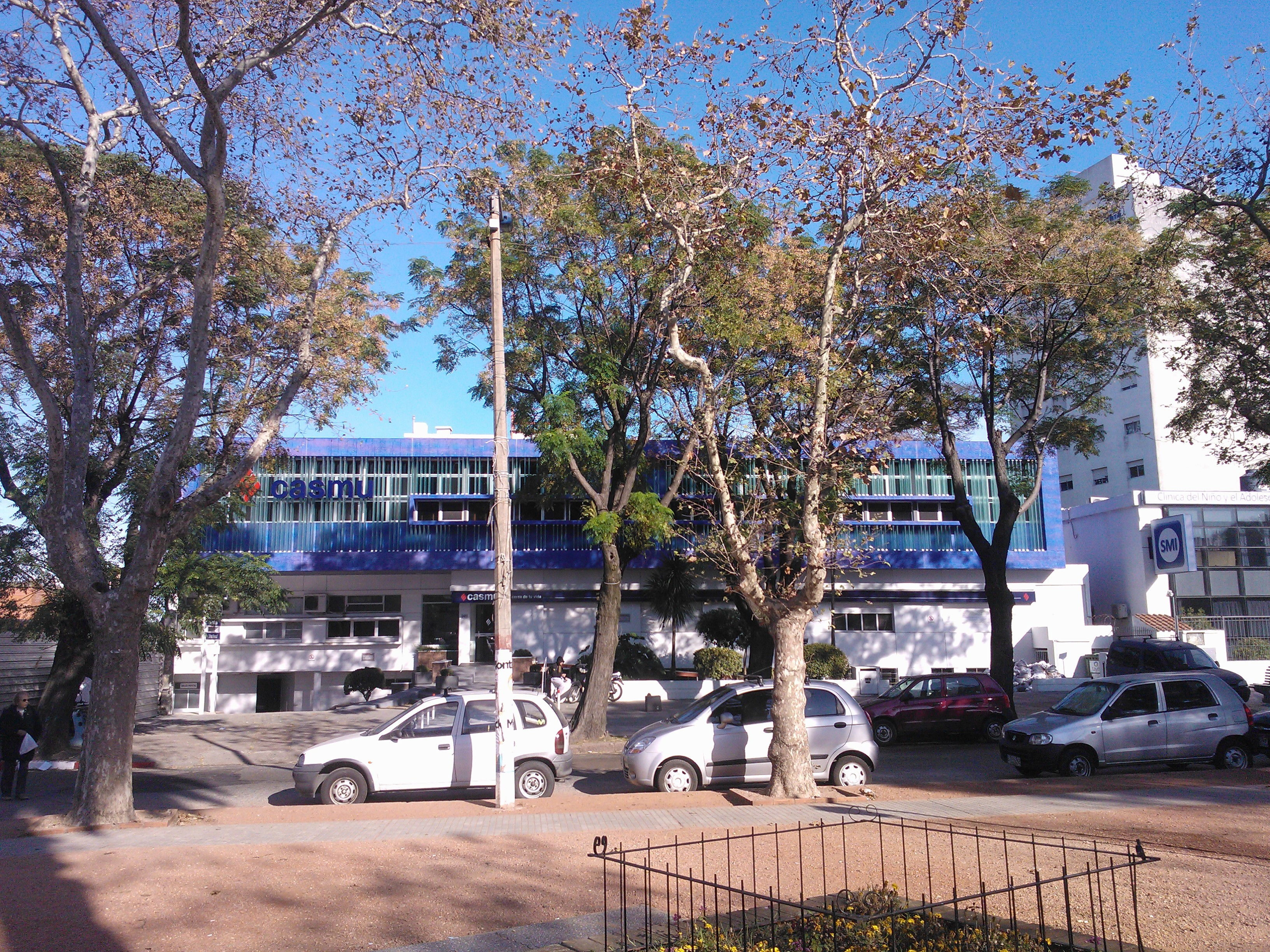
Edificio del ex Sanatorio 4, centro de diálisis y policlínico.

- Policlínica Agraciada
- Consultorio Belloni
- Centro médico Bulevar
- Centro Médico Cerro
- Consultorio médico J.P. Cirillo
- Centro Médico Colón
- Centro Médico Cordón
- Centro Médico La Teja
- Centro Médico La Blanqueada
- Centro Médico Malvín Norte
- Centro Médico Malvín Sur
- Centro Médico Parque Batlle
- Centro Médico Paso de la Arena
- Centro Médico Piedras Blancas *
- Centro Médico Portones
- Centro Médico Sur y Palermo
- Centro Médico Punta de Rieles